# 9,9'-Dicis-zeta-karoten desaturaza
9,9'-Dicis-zeta-karoten desaturaza (EC 1.3.5.6, zeta-karotenska desaturaza, ZDS) je enzim sa sistematskim imenom 9,9'-dicis-zeta-koroten:hinon oksidoreduktaza. Ovaj enzim katalizuje sledeću hemijsku reakciju
9,9'-dicis-zeta-karoten + 2 hinon {\displaystyle \rightleftharpoons } 7,9,7',9'-tetracis-likopen + 2 hinol (sveukupna reakcija)
(1a) 9,9'-dicis-zeta-karoten + hinon {\displaystyle \rightleftharpoons } 7,9,9'-tricis-neurosporen + hinol
(1b) 7,9,9'-tricis-neurosporen + hinon {\displaystyle \rightleftharpoons } 7,9,7',9'-tetracis-likopen + hinol
Ovaj enzim učestvuje u biosintezi karotenoida kod biljki i cijanobakterija.

## Literatura
- Nicholas C. Price; Lewis Stevens (1999). Fundamentals of Enzymology: The Cell and Molecular Biology of Catalytic Proteins (Third изд.). USA: Oxford University Press. ISBN 019850229X.
- Eric J. Toone (2006). Advances in Enzymology and Related Areas of Molecular Biology, Protein Evolution (Volume 75 изд.). Wiley-Interscience. ISBN 0471205036.
- Branden C; Tooze J. Introduction to Protein Structure. New York, NY: Garland Publishing. ISBN 0-8153-2305-0.
- Irwin H. Segel. Enzyme Kinetics: Behavior and Analysis of Rapid Equilibrium and Steady-State Enzyme Systems (Book 44 изд.). Wiley Classics Library. ISBN 0471303097.
- William P. Jencks (1987). Catalysis in Chemistry and Enzymology. Dover Publications. ISBN 0486654605.

## Spoljašnje veze
- 9,9'-dicis-zeta-carotene+desaturase на 